# San José Cayaco
San José Cayaco är en ort i Mexiko.   Den ligger i kommunen La Huacana och delstaten Michoacán de Ocampo, i den södra delen av landet, 280 km väster om huvudstaden Mexico City. San José Cayaco ligger 547 meter över havet och antalet invånare är 230.
Terrängen runt San José Cayaco är kuperad. Runt San José Cayaco är det glesbefolkat, med 16 invånare per kvadratkilometer. Närmaste större samhälle är La Huacana, 7,8 km nordväst om San José Cayaco. I omgivningarna runt San José Cayaco växer huvudsakligen savannskog.